# Admittantie
De admittantie {\displaystyle Y} is gedefinieerd als het omgekeerde van de impedantie {\displaystyle Z}:
{\displaystyle Y={\frac {1}{Z}}}
De eenheid van admittantie is de siemens.
Het verband tussen de geleidbaarheid of conductantie {\displaystyle G}, de susceptantie {\displaystyle B} en de admittantie is:
{\displaystyle Y=G+jB}
Schakelt men {\displaystyle n} admittanties {\displaystyle Y_{1},Y_{2},\ldots ,Y_{n}} parallel, dan geldt voor de vervangende admittantie {\displaystyle Y_{\text{p}}}:
{\displaystyle Y_{\text{p}}=\sum _{k=1}^{n}Y_{k}}
Schakelt men de {\displaystyle n} admittanties in serie, dan geldt voor de vervangende admittantie {\displaystyle Y_{\text{s}}}:
{\displaystyle {\frac {1}{Y_{\text{s}}}}=\sum _{k=1}^{n}{\frac {1}{Y_{k}}}}
Opmerking: vanwege de bekendheid van de (commerciële) naam Siemens wordt de eenheid van admittantie in de praktijk vaak mho genoemd (= ohm achterstevoren geschreven). Daarbij is 1 mho = 1 siemens. Afhankelijk van de typografische mogelijkheden wordt ook een omgekeerde hoofdletter omega gebruikt: {\displaystyle \mho }.